# FC Eastern
Der Football Club Eastern war ein schottischer Fußballverein aus Glasgow, der von 1873 bis 1885 bestand.

## Geschichte
Der FC Eastern wurden 1873 gegründet und war einer von acht Vereinen, die im März desselben Jahres an der die Gründung der Scottish Football Association beteiligt waren. Zwischen 1873 und 1886 nahm der Verein am schottischen Pokal teil. Größte Erfolge waren dabei in den Spielzeiten 1873/74 und 1874/75 das Erreichen des Viertelfinales. Mit John Hunter, Peter Andrews und Sandy Kennedy, stellte der Verein drei schottische Nationalspieler. Der FC Eastern spielte zunächst in royalblau und roten Trikots mit weißen Hosen, ab 1877 in Marineblauen-Trikots und weißen Hosen. Die Heimat war in den 1870er Jahren der Barrowfield Park im Glasgower Stadtteil Bridgeton, bevor der Verein aus dem East End in den 1880er Jahren nach Springfield Park zog. Der Verein wurde 1885 aufgelöst.